# Colombine (Durgeon)
Die Colombine ist ein Fluss in Frankreich, der im Département Haute-Saône in der Region Bourgogne-Franche-Comté verläuft. Sie entspringt im Gemeindegebiet von Dambenoît-lès-Colombe, entwässert generell in südwestlicher Richtung und mündet nach rund 31 Kilometern am südwestlichen Stadtrand von Vesoul als linker Nebenfluss in den Durgeon.

## Orte am Fluss
- Calmoutier
- Colombe-lès-Vesoul
- Frotey-lès-Vesoul
- Vesoul